# Rafael Ferber
Rafael Ferber (* 7. März 1950 in Singen; heimatberechtigt in Grossdietwil) ist ein emeritierter Schweizer Professor für Philosophie an der Theologischen Fakultät der Universität Luzern. Seine Arbeitsgebiete sind die antike Philosophie mit Schwerpunkten Platon und Aristoteles sowie die systematische Philosophie mit Schwerpunkt Religionsphilosophie. Sein Vater war der deutsche Publizist Walter Ferber.

## Leben
Nach einem Studium der Philosophie, Gräzistik und Germanistik an den Universitäten Zürich und Freiburg (Schweiz) promovierte Ferber 1979 an der Universität Bern. 1984 habilitierte er sich an der Universität Zürich und wurde dort 1992 zum Titularprofessor ernannt. 1999 folgte eine ausserordentliche Professur (C 3) unter Berufung in das Beamtenverhältnis auf Lebenszeit an der Universität zu Köln. Zwischen 2000 und 2015 war Ferber ordentlicher Professor an der Universität Luzern.

## Werk
Ferber veröffentlichte mehrere Bücher über Platon sowie über das Fundamentalparadoxon Zenons von Elea. Über die Fachwelt hinaus bekannt wurde das allgemeinverständliche Werk Philosophische Grundbegriffe, das in zwei Bänden im Verlag C. H. Beck erschien.
1988 führte Ferber den Begriff der semantischen Existenz für die Bedeutung abstrakter Wörter ein. Da die Bedeutungen der Wörter in die Semantik gehören, haben Abstrakta keine reale, «aber semantische Existenz». Semantische Existenz definiert Ferber so, dass «die Bedeutung des Ausdrucks, von dem Existenz ausgesagt wird – (… Beispiele …) – keinen erfahrbaren Bezugsgegenstand mehr in der Realität hat, sondern selber zum Bezugsgegenstand wird.» Semantische Existenz ist «eine vom Menschen geschaffene», entstanden «durch die menschliche Fähigkeit, die entsprechenden abstrakten Ausdrücke zu bilden». Sie können «beliebig vermehrt werden. Dem Reich der semantischen Tatsachen ist keine andere Grenze gesteckt als die, dass sie sich nicht logisch widersprechen dürfen.»
«Klassen und Hierarchien von Klassen haben nur eine semantische Bedeutung, da wir sinnvoll darüber sprechen können.» Keine semantische Existenz hat dagegen ein «rundes Quadrat», da wir davon nicht sinnvoll sprechen können.
Der Begriff der semantischen Existenz ermöglicht, das Problem fiktiver Dinge wie auch des Nichts anzugehen. Fiktive Dinge – vorausgesetzt sie sind logisch möglich – können, obwohl es sie nicht gibt, semantisch existieren, insofern wir von ihnen logisch widerspruchsfrei sprechen können. Ebenso gibt es «das Nichts» wenngleich nicht realiter, so doch semantisch. Diese Gegenstände existieren nicht in der Aussenwelt, aber doch als «Sinn des Ausdrucks». Damit ist der Sinn von Namen für fiktive Dinge vergegenständlicht. «Der Unterschied zwischen realen und fiktiven Gegenständen besteht so wesentlich darin, dass der Kontext, in dem sie existieren, anders ist.» Doch sei auch die reale Welt kontextabhängig, nämlich «vom Kontext der artspezifischen menschlichen Erfahrung.» Ferber unterscheidet damit drei Welten: die reale physische, die reale psychische und die semantische Welt.
Entsprechend fasst Ferber auch den Begriff des semantischen Platonismus, insofern die Universalien wie beim realen Platonismus «nicht sinnlich wahrnehmbar» seien, jedoch im Gegensatz zu diesem weder «ungeworden» noch «unvergänglich», sondern vielmehr als «vom Menschen geschaffen» aufzufassen seien. Sie haben auch im Unterschied zu den Sinnesphänomenen keine sinnlich erfahrbare, sondern nur eine semantische Existenz und existieren nicht im starken Sinn objektiv, also unabhängig von den Menschen, sondern im schwachen, insofern ihre intersubjektive Identität vorauszusetzen sei. Der semantische Platonismus fordere weder die Realität der Universalien, noch bestreite er ihre intersubjektive Selbständigkeit. Er sei zwar «schwer anzunehmen», da ihm scharfe Kriterien der semantischen Gegenstände abgehen, aber auch «schwer nicht anzunehmen», weil wir nicht nur in den Wissenschaften, sondern «auch in unserer alltäglichen Verständigung allgemeine semantische Gegenstände und deren Identität voraussetzen.»